# Philadelphia Firebirds
Die Philadelphia Firebirds waren ein US-amerikanisches Eishockeyfranchise der American Hockey League aus Philadelphia, Pennsylvania. Die Spielstätte der Firebirds war das Philadelphia Civic Center.

## Geschichte
Die Philadelphia Firebirds wurde 1974 als Franchise der North American Hockey League gegründet. Ihren größten Erfolg erreichten die Firebirds, als sie in der Saison 1975/76 den Lockhart Cup als Playoff-Sieger in der NAHL gewannen. Nachdem die Liga im Jahr 1977 aufgelöst wurde wechselten die Firebirds zusammen mit den Broome Dusters in die American Hockey League, wo das Team aus Philadelphia je eine Spielzeit lang als Farmteam der Detroit Red Wings und der Colorado Rockies aus der National Hockey League spielten und in ihrer ersten AHL-Saison (1977/78) auf Anhieb die Playoffs erreichte, wo sie in der ersten Runde mit 1:3-Siegen den New Haven Nighthawks unterlagen.
Nachdem die Mannschaft in der Saison 1979/80 die Playoffs verpasst hatte, wurde das Franchise nach Syracuse, New York, umgesiedelt, wo es in der Saison 1979/80 als Syracuse Firebirds in der AHL aktiv war.

## Saisonstatistik (AHL)

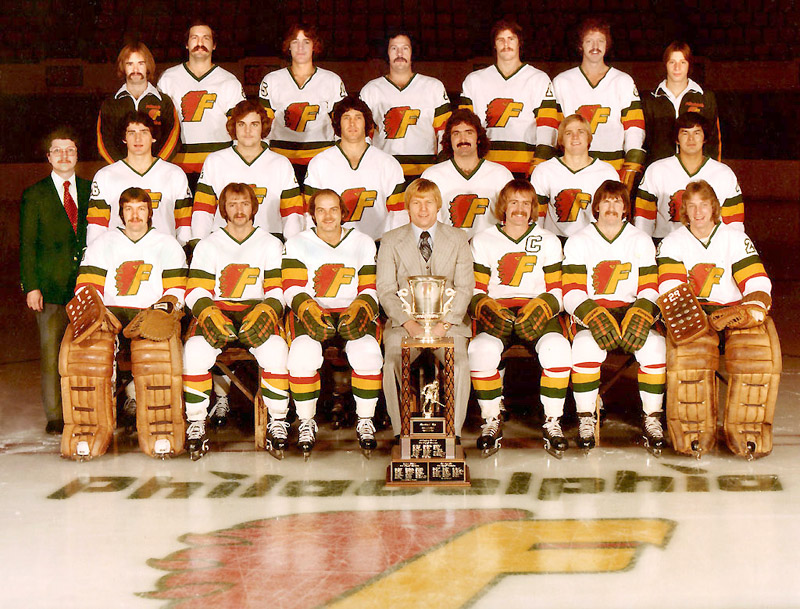
Mannschaft der Firebirds 1976/77 mit dem Lockhart Cup

Abkürzungen: GP = Spiele, W = Siege, L = Niederlagen, T = Unentschieden, OTL = Niederlagen nach Overtime SOL = Niederlagen nach Shootout, Pts = Punkte, GF = Erzielte Tore, GA = Gegentore, PIM = Strafminuten
| Saison  | GP | W  | L  | T  | OTL | SOL | Pts | GF  | GA  | Platz     | Playoffs                                           |
| 1977/78 | 81 | 35 | 35 | 11 | —   | —   | 81  | 294 | 290 | 3., South | 1. Runde: Niederlage, 1:3 gg. New Haven Nighthawks |
| 1978/79 | 80 | 23 | 49 | 8  | —   | —   | 54  | 230 | 347 | 5., South | nicht qualifiziert                                 |

## Team-Rekorde (AHL)

### Karriererekorde
Spiele: 161  Gord Brooks
Tore: 85  Gord Brooks
Assists: 97  Bob Collyard
Punkte: 172  Gord Brooks
Strafminuten: 251  Mike Haworth